# Oposició parlamentària
L'oposició parlamentària, en un sistema parlamentari, designa el o els grups parlamentaris que s'oposen al govern.
En alguns països, l'oposició parlamentària gaudeix d'un estatus propi, sobretot als països que utilitzen el sistema Westminster En aquests, el partit d'oposició el més important forma l' Oposició oficial i el seu líder obté el títol de líder de l'oposició. L'oposició oficial designa un gabinet a l'ombra els membres del qual formen un govern alternatiu susceptible de reemplaçar l'executiu situa a la propera elecció. Duran una sessió, els diputats de l'oposició oficial estan generalment asseguts a l'esquerra del president, enfront dels diputats del govern que estan asseguts a la dreta.
En els reialmes de la Commonwealth, l'oposició és designada amb el terme d'Oposició lleial de Sa Majestat (Her Majesty's Loyal Opposition), lleial significant aquí que aquests membres critiquin el govern en lloc, però no qüestionen la seva legitimitat o la del monarca.